# Liste der Monuments historiques in Saint-Rémy-lès-Chevreuse
Die Liste der Monuments historiques in Saint-Rémy-lès-Chevreuse führt die Monuments historiques in der französischen Gemeinde Saint-Rémy-lès-Chevreuse auf.

## Liste der Bauwerke
| Bezeichnung       | Beschreibung | Standort                          | Kennzeichnung | Schutzstatus | Datum | Bild           |
| ----------------- | ------------ | --------------------------------- | ------------- | ------------ | ----- | -------------- |
| Schloss Coubertin |              | (Lage)                            | PA00087645    | Inscrit      | 1945  | weitere Bilder |
| Schloss Vaugien   |              | (Lage)                            | PA78000014    | Inscrit      | 2001  | weitere Bilder |
| Maison Wogenscky  |              | 80, rue du Général-Leclerc (Lage) | PA78000006    | Inscrit      | 1997  |                |

## Liste der Objekte
- Monuments historiques (Objekte) in Saint-Rémy-lès-Chevreuse in der Base Palissy des französischen Kultusministeriums